# Cryosophila bartlettii
Cryosophila bartlettii é uma espécie de angiospermas da família Arecaceae.
Apenas pode ser encontrada no Panamá.